# Se a vida é (That's the Way Life Is)
Singles de Pet Shop Boys
Before
(1996) Single-Bilingual
(1996)
Se a vida é (That's the Way Life Is) est une chanson du duo britannique Pet Shop Boys extraite de leur sixième album studio, Bilingual, paru le 2 septembre 1996.
Le 12 août 1996, trois semaines avant la sortie de l'album, la chanson a été publiée en single. C'était le deuxième single tiré de cet album.
Le single a atteint la 8e place au Royaume-Uni.